# Tharold Simon
Tharold Dwight Simon (Eunice, 6 marzo 1991) è un giocatore di football americano statunitense che gioca nel ruolo di cornerback nella National Football League (NFL). Fu scelto nel corso del quinto giro (138º assoluto) del Draft NFL 2013 dai Seattle Seahawks. Al college ha giocato a football all’Università della Louisiana.

## Carriera professionistica

### Seattle Seahawks
Simon fu scelto nel corso del quinto giro del Draft 2013 dai Seattle Seahawks. Dopo non essere mai sceso in campo nella sua prima stagione, debuttò partendo come titolare nella settimana 7 del 2014 contro i St. Louis Rams. Il primo intercetto in carriera lo mise a segno nella settimana 14 ai danni di Mark Sanchez nella vittoria esterna sugli Eagles. La sua annata si chiuse con 13 tackle in 10 presenze, 5 delle quali come titolare.

## Palmarès

### Franchigia
- Super Bowl : 1

Seattle Seahawks: Super Bowl XLVIII
- National Football Conference Championship: 2

Seattle Seahawks: 2013, 2014

## Statistiche
| Partite totali      | 11 |
| Partite da titolare | 5  |
| Tackle              | 13 |
| Sack                | 0  |
| Intercetti          | 1  |

Statistiche aggiornate alla stagione 2015